# 克里斯·B·斯特林格
克里斯·B·斯特林格（1947年12月31日—）是一位英国古生物学家，专攻人类演化，2004年当选英国皇家学会院士。